# L'Île d'Haraï
L'Île d'Haraï (Today's Haraï Island, Akira Toriyama, mars 1979). Cette histoire, publiée dans "Weekly Shonen Jump Special" en mars 1979 et édité en français en 1998 par Glénat dans Akira Toriyama Histoires Courtes volume 2.

## L'histoire
Kanta, un jeune gourmand voit sa vie perturbée par une carie douloureuse. Il devra affronter le sadisme d'un docteur à tête de chèvre, le docteur Yagi qui ne semble pas bien connaître son métier et qui tentera de lui arracher sa dent par tous les moyens possibles.

## Analyse
On retrouve dans cette histoire une foule de personnages zoomorphes qui se mêlent aux humains. Les compagnons de classe de Kanta sont cochon, tigre ou souris. On retrouve ici toute une foule d'éléments qui reviendront régulièrement dans les œuvres de Toriyama comme le lieu des événements : une île. Dans la plupart des histoires de Toriyama, l'action se passe sur une île ou, comme dans "Dragon Ball", une montagne.
Toujours des endroits isolés où l'espace n'est pas encore un luxe. Tout à fait le contraire d'une ville comme Tokyo. Il y a aussi ici cette obsession de représenter au travers d'un microcosme (une classe d'école en l'occurrence) un échantillonnage d'individu très différents. Toujours en opposition avec ce que les japonais connaissent. Leur vie rangée les oblige souvent à un conformisme vestimentaire, où la différence est perçue comme une révolte. Nous retrouvons ici aussi une introduction-réveil loufoque et originale, reprise et sans cesse déclinée de façon différente dans "Dr.Slump". Toriyama y dessine également sa première scène de combat d'arts martiaux. La mise en image de l'histoire est aussi devenue plus dynamique. L'action, l'humour et le rythme étant prédominants. Tout un tas de petits détails qui nous dévoilent peu à peu le style Toriyama, et qui vont de plus en plus se développer.